# ۵٬۶-دی‌کلرو-۱-بتا-دی-ریبوفورانوسیل‌بنزیمیدازول
۵،۶-دی‌کلرو-۱-بتا-دی-ریبوفورانوسیل‌بنزیمیدازول (به انگلیسی: 5,6-Dichloro-1-beta-D-ribofuranosylbenzimidazole) با فرمول شیمیایی C۱۲H۱۲Cl۲N۲O۴ یک ترکیب شیمیایی با شناسه پاب‌کم ۵۸۹۴ است. که جرم مولی آن ۳۱۹٫۱۴ g/mol می‌باشد. 